# WTA Тур 1994
WTA Тур 1994 (англ. 1996 Women's Tennis Association Tour) — элитный тур теннисистов-профессионалов, организованный Женской теннисной ассоциацией (WTA). В 1994 году календарь проводился 24-й раз и включал:
- 4 турнира Большого шлема (проводится Международной федерацией тенниса);
- Итоговый турнир WTA в Нью-Йорке, США;
- 8 турниров 1-й категории;
- 19 турниров 2-й категории;
- 11 турниров 3-й категории;
- 12 турниров 4-й категории;
- Кубок Федерации.

## Расписание WTA Тура 1994 года
Ниже представлено полное расписание соревнований WTA Тура 1994 года, со списком победителей и финалистов для одиночных и парных соревнований.
| Турнир Большого шлема |
| Турниры WTA           |

### Январь
| Неделя    | Турнир | Чемпионки (Счёт финала)                                    | Финалистки                          |
| --------- | --- | ---------------------------------------------------------- | ----------------------------------- |
| 3 января  | Чемпионат Австралии на хардовых кортах Брисбен, Австралия 3-я категория $150,000 — Хард Турнир 1994                                            | Линдсей Дэвенпорт 6-1, 2-6, 6-3                            | Флоренсия Лабат                     |
| 3 января  | Чемпионат Австралии на хардовых кортах Брисбен, Австралия 3-я категория $150,000 — Хард Турнир 1994                                            | Лаура Голарса Наталья Медведева 6-3, 6-1                   | Дженни Бирн Рэйчел Маккуиллан       |
| 10 января | Международный турнир в Сиднее Сидней, Австралия 2-я категория $300,000 — Хард Турнир 1994                                                      | Кимико Датэ 6-4, 6-2                                       | Мэри-Джо Фернандес                  |
| 10 января | Международный турнир в Сиднее Сидней, Австралия 2-я категория $300,000 — Хард Турнир 1994                                                      | Мередит Макграт Патти Фендик 6-2, 6-3                      | Яна Новотна Аранча Санчес Викарио   |
| 10 января | Международный турнир в Хобарте Хобарт, Австралия 4-я категория $100,000 — Хард Турнир 1994                                                     | Мана Эндо 6-1, 6-7(1), 6-4                                 | Рэйчел Маккуиллан                   |
| 10 января | Международный турнир в Хобарте Хобарт, Австралия 4-я категория $100,000 — Хард Турнир 1994                                                     | Чанда Рубин Линда Уайлд 7-5, 4-6, 7-6(1)                   | Дженни Бирн Рэйчел Маккуиллан       |
| 17 января | Открытый чемпионат Австралии Мельбурн, Австралия Турнир Большого шлема $2,425,858 — Хард Одиночный турнир — Парный турнир Турнир смешанных пар | Штеффи Граф 6-0, 6-2                                       | Аранча Санчес Викарио               |
| 17 января | Открытый чемпионат Австралии Мельбурн, Австралия Турнир Большого шлема $2,425,858 — Хард Одиночный турнир — Парный турнир Турнир смешанных пар | Наталья Зверева Джиджи Фернандес 6-3, 4-6, 6-4             | Мередит Макграт Патти Фендик        |
| 17 января | Открытый чемпионат Австралии Мельбурн, Австралия Турнир Большого шлема $2,425,858 — Хард Одиночный турнир — Парный турнир Турнир смешанных пар | Лариса Савченко-Нейланд Андрей Ольховский 7-5, 6-7(0), 6-2 | Хелена Сукова Тодд Вудбридж         |
| 31 января | Amway Classic Окленд, Новая Зеландия 4-я категория $100,000 — Хард Турнир 1994                                                                 | Джинджер Хелгесон 7-6(4), 6-3                              | Инес Горрочатеги                    |
| 31 января | Amway Classic Окленд, Новая Зеландия 4-я категория $100,000 — Хард Турнир 1994                                                                 | Мерседес Пас Патрисия Хай 6-4, 7-6(4)                      | Дженни Бирн Джулия Ричардсон        |
| 31 января | Toray Pan Pacific Open Токио, Япония 1-я категория $750,000 — Ковёр (зал) Одиночный турнир — Парный турнир                                     | Штеффи Граф 6-2, 6-4                                       | Мартина Навратилова                 |
| 31 января | Toray Pan Pacific Open Токио, Япония 1-я категория $750,000 — Ковёр (зал) Одиночный турнир — Парный турнир                                     | Элизабет Сейерс-Смайли Пэм Шрайвер 6-3, 3-6, 7-6(3)        | Манон Боллеграф Мартина Навратилова |

### Февраль
| Неделя     | Турнир                                                                                  | Чемпионки (Счёт финала)                            | Финалистки                          |
| ---------- | --------------------------------------------------------------------------------------- | -------------------------------------------------- | ----------------------------------- |
| 7 февраля  | EA-Generali Ladies Linz Линц, Австрия 3-я категория $150,000 — Ковёр (зал) Турнир 1994  | Сабин Аппельманс 6-1, 4-6, 7-6(3)                  | Майке Бабель                        |
| 7 февраля  | EA-Generali Ladies Linz Линц, Австрия 3-я категория $150,000 — Ковёр (зал) Турнир 1994  | Евгения Манюкова Лейла Месхи 6-2, 6-2              | Оса Карлссон Каролина Шнайдер       |
| 7 февраля  | Открытый чемпионат Азии Осака, Япония 3-я категория $150,0000 — Ковёр (зал) Турнир 1994 | Мануэла Малеева-Франьер 6-1, 4-6, 7-5              | Ива Майоли                          |
| 7 февраля  | Открытый чемпионат Азии Осака, Япония 3-я категория $150,0000 — Ковёр (зал) Турнир 1994 | Лариса Савченко-Нейланд Ренне Стаббс 6-4, 6-7, 7-5 | Элизабет Сейерс-Смайли Пэм Шрайвер  |
| 7 февраля  | Virginia Slims of Chicago Чикаго, США 2-я категория $400,000 — Ковёр (зал) Турнир 1994  | Наталья Зверева 6-3, 7-5                           | Чанда Рубин                         |
| 7 февраля  | Virginia Slims of Chicago Чикаго, США 2-я категория $400,000 — Ковёр (зал) Турнир 1994  | Наталья Зверева Джиджи Фернандес 6-3, 3-6, 6-4     | Манон Боллеграф Мартина Навратилова |
| 14 февраля | IGA Tennis Classic Оклахома-Сити, США 3-я категория $150,000 — Хард (зал) Турнир 1994   | Мередит Макграт 7-6(6), 7-6(4)                     | Бренда Шульц                        |
| 14 февраля | IGA Tennis Classic Оклахома-Сити, США 3-я категория $150,000 — Хард (зал) Турнир 1994   | Мередит Макграт Патти Фендик 7-6(3), 6-2           | Катрина Адамс Манон Боллеграф       |
| 14 февраля | Open Gaz de France Париж, Франция 2-я категория $400,000 — Ковёр (зал) Турнир 1994      | Мартина Навратилова 7-5, 6-3                       | Жюли Алар                           |
| 14 февраля | Open Gaz de France Париж, Франция 2-я категория $400,000 — Ковёр (зал) Турнир 1994      | Сабина Аппельманс Лоранс Куртуа 6-4, 6-4           | Мэри Пирс Андреа Темешвари          |
| 14 февраля | Открытый чемпионат Китая Пекин, Китай 4-я категория $100,000 — Хард (зал) Турнир 1994   | Яюк Басуки 6-4, 6-2                                | Кёко Нагацука                       |
| 14 февраля | Открытый чемпионат Китая Пекин, Китай 4-я категория $100,000 — Хард (зал) Турнир 1994   | Ли Фан Чэнь Лилин 6-0, 6-2                         | Кэрри-Энн Гюс Валда Лейк            |
| 21 февраля | Evert Cup Индиан-Уэлс, США 2-я категория $400,000 — Хард Турнир 1994                    | Штеффи Граф 6-0, 6-4                               | Аманда Кётцер                       |
| 21 февраля | Evert Cup Индиан-Уэлс, США 2-я категория $400,000 — Хард Турнир 1994                    | Линдсей Дэвенпорт Лиза Реймонд 6-2, 6-4            | Манон Боллеграф Хелена Сукова       |
| 28 февраля | Virginia Slims of Florida Делрей-Бич, США 2-я категория $400,000 — Хард Турнир 1994     | Штеффи Граф 6-3, 7-5                               | Аранча Санчес Викарио               |
| 28 февраля | Virginia Slims of Florida Делрей-Бич, США 2-я категория $400,000 — Хард Турнир 1994     | Яна Новотна Аранча Санчес Викарио 6-2, 6-0         | Манон Боллеграф Хелена Сукова       |

### Март
| Неделя   | Турнир                                                                                                   | Чемпионки (Счёт финала)                            | Финалистки                          |
| -------- | --- | -------------------------------------------------- | ----------------------------------- |
| 7 марта  | Lipton Championships Майами, США 1-я категория $1,000,000 — Хард Одиночный турнир — Парный турнир        | Штеффи Граф 4-6, 6-1, 6-2                          | Наталья Зверева                     |
| 7 марта  | Lipton Championships Майами, США 1-я категория $1,000,000 — Хард Одиночный турнир — Парный турнир        | Наталья Зверева Джиджи Фернандес 6-3, 6-1          | Мередит Макграт Патти Фендик        |
| 21 марта | Virginia Slims of Houston Хьюстон, США 2-я категория $400,000 — Грунт Турнир 1994                        | Сабина Хак 7-5, 6-4                                | Мэри Пирс                           |
| 21 марта | Virginia Slims of Houston Хьюстон, США 2-я категория $400,000 — Грунт Турнир 1994                        | Манон Боллеграф Мартина Навратилова 6-4, 6-2       | Катрина Адамс Зина Гаррисон-Джексон |
| 28 марта | Family Circle Cup Хилтон-Хед-Айленд, США 1-я категория $750,000 — Грунт Одиночный турнир — Парный турнир | Кончита Мартинес 6-4, 6-0                          | Наталья Зверева                     |
| 28 марта | Family Circle Cup Хилтон-Хед-Айленд, США 1-я категория $750,000 — Грунт Одиночный турнир — Парный турнир | Лори Макнил Аранча Санчес Викарио 6-4, 4-1 — отказ | Наталья Зверева Джиджи Фернандес    |

### Апрель
| Неделя    | Турнир                                                                                     | Чемпионки (Счёт финала)                                        | Финалистки                     |
| --------- | ------------------------------------------------------------------------------------------ | -------------------------------------------------------------- | ------------------------------ |
| 4 апреля  | Bausch & Lomb Championships Амелия-Айленд, США 2-я категория $400,000 — Грунт Турнир 1994  | Аранча Санчес Викарио 6-1, 6-4                                 | Габриэла Сабатини              |
| 4 апреля  | Bausch & Lomb Championships Амелия-Айленд, США 2-я категория $400,000 — Грунт Турнир 1994  | Лариса Савченко-Нейланд Аранча Санчес Викарио 6-2, 6-7(6), 6-4 | Инес Горрочатеги Аманда Кётцер |
| 4 апреля  | Открытый чемпионат Японии Токио, Япония 3-я категория $150,000 — Хард Турнир 1994          | Кимико Датэ 7-5, 6-0                                           | Эми Фразьер                    |
| 4 апреля  | Открытый чемпионат Японии Токио, Япония 3-я категория $150,000 — Хард Турнир 1994          | Мами Доносиро Ай Сугияма 6-4, 6-1                              | Яюк Басуки Нана Мияги          |
| 11 апреля | Открытый чемпионат Паттайи Паттайя, Таиланд 4-я категория $100,000 — Хард Турнир 1994      | Сабина Аппельманс 6-7(5), 7-6(5), 6-2                          | Патти Фендик                   |
| 11 апреля | Открытый чемпионат Паттайи Паттайя, Таиланд 4-я категория $100,000 — Хард Турнир 1994      | Мередит Макграт Патти Фендик 7-6(0), 3-6, 6-3                  | Яюк Басуки Нана Мияги          |
| 18 апреля | Открытый чемпионат Испании Барселона, Испания 2-я категория $400,000 — Грунт Турнир 1994   | Аранча Санчес Викарио 6-0, 6-2                                 | Ива Майоли                     |
| 18 апреля | Открытый чемпионат Испании Барселона, Испания 2-я категория $400,000 — Грунт Турнир 1994   | Лариса Савченко-Нейланд Аранча Санчес Викарио 6-2, 6-4         | Жюли Алар Натали Тозья         |
| 18 апреля | Singapore Classic Сингапур 4-я категория $100,000 — Хард Турнир 1994                       | Наоко Савамацу 7-5, 7-5                                        | Флоренсия Лабат                |
| 18 апреля | Singapore Classic Сингапур 4-я категория $100,000 — Хард Турнир 1994                       | Мередит Макграт Патти Фендик 6-4, 6-1                          | Николь Арендт Кристин Редфорд  |
| 25 апреля | Открытый чемпионат Гамбурга Гамбург, Германия 2-я категория $400,000 — Грунт Турнир 1994   | Аранча Санчес Викарио 4-6, 7-6(3), 7-6(6)                      | Штеффи Граф                    |
| 25 апреля | Открытый чемпионат Гамбурга Гамбург, Германия 2-я категория $400,000 — Грунт Турнир 1994   | Яна Новотна Аранча Санчес Викарио 6-3, 6-2                     | Евгения Манюкова Лейла Месхи   |
| 25 апреля | Открытый чемпионат Индонезии Джакарта, Индонезия 4-я категория $100,000 — Хард Турнир 1994 | Яюк Басуки 6-4, 3-6, 7-6(1)                                    | Флоренсия Лабат                |
| 25 апреля | Открытый чемпионат Индонезии Джакарта, Индонезия 4-я категория $100,000 — Хард Турнир 1994 | Николь Арендт Кристин Редфорд 6-2, 6-2                         | Кэрри-Энн Гюс Андреа Стрнадова |
| 25 апреля | Ilva Trophy Таранто, Италия 4-я категория $100,000 — Грунт Турнир 1994                     | Жюли Алар 6-2, 6-3                                             | Ирина Спырля                   |
| 25 апреля | Ilva Trophy Таранто, Италия 4-я категория $100,000 — Грунт Турнир 1994                     | Ноэль ван Лоттум Ирина Спырля 6-3, 2-6, 6-1                    | Изабель Демонжо Сандра Чеккини |

### Май
| Неделя | Турнир | Чемпионки (Счёт финала)                      | Финалистки                                |
| ------ | --- | -------------------------------------------- | ----------------------------------------- |
| 2 мая  | Открытый чемпионат Италии Рим, Италия 1-я категория $750,000 — Грунт Одиночный турнир — Парный турнир                                    | Кончита Мартинес 7-6(5), 6-4                 | Мартина Навратилова                       |
| 2 мая  | Открытый чемпионат Италии Рим, Италия 1-я категория $750,000 — Грунт Одиночный турнир — Парный турнир                                    | Наталья Зверева Джиджи Фернандес 6-1, 6-3    | Габриэла Сабатини Бренда Шульц            |
| 9 мая  | Открытый чемпионат Германии Берлин, Германия 1-я категория $750,000 — Грунт Одиночный турнир — Парный турнир                             | Штеффи Граф 7-6(6), 6-4                      | Бренда Шульц                              |
| 9 мая  | Открытый чемпионат Германии Берлин, Германия 1-я категория $750,000 — Грунт Одиночный турнир — Парный турнир                             | Наталья Зверева Джиджи Фернандес 6-3, 7-6(2) | Яна Новотна Аранча Санчес Викарио         |
| 9 мая  | Открытый чемпионат Праги Прага, Чехия 4-я категория $100,000 — Грунт Турнир 1994                                                         | Аманда Кётцер 6-1, 7-6(14)                   | Оса Карлссон                              |
| 9 мая  | Открытый чемпионат Праги Прага, Чехия 4-я категория $100,000 — Грунт Турнир 1994                                                         | Аманда Кётцер Линда Уайлд 6-4, 3-6, 6-2      | Кристи Богерт Лаура Голарса               |
| 16 мая | Открытый чемпионат Швейцарии Люцерн, Швейцария 3-я категория $150,000 — Грунт Турнир 1994                                                | Линдсей Дэвенпорт 7-6(3), 6-4                | Лиза Реймонд                              |
| 16 мая | Открытый чемпионат Швейцарии Люцерн, Швейцария 3-я категория $150,000 — Грунт Турнир 1994                                                | Турнир не был доигран из-за погодных условий |                                           |
| 16 мая | Международный теннисный турнир в Страсбурге Страсбург, Франция 3-я категория $150,000 — Грунт Турнир 1994                                | Мэри-Джо Фернандес 2-6, 6-4, 6-0             | Габриэла Сабатини                         |
| 16 мая | Международный теннисный турнир в Страсбурге Страсбург, Франция 3-я категория $150,000 — Грунт Турнир 1994                                | Лори Макнил Ренне Стаббс 6-3, 3-6, 6-2       | Каролин Вис Патрисия Тарабини             |
| 29 мая | Открытый чемпионат Франции Париж, Франция Турнир Большого шлема $3,535,650 — Грунт Одиночный турнир — Парный турнир Турнир смешанных пар | Аранча Санчес Викарио 6-4, 6-4               | Мэри Пирс                                 |
| 29 мая | Открытый чемпионат Франции Париж, Франция Турнир Большого шлема $3,535,650 — Грунт Одиночный турнир — Парный турнир Турнир смешанных пар | Наталья Зверева Джиджи Фернандес 6-2, 6-2    | Линдсей Дэвенпорт Лиза Реймонд            |
| 29 мая | Открытый чемпионат Франции Париж, Франция Турнир Большого шлема $3,535,650 — Грунт Одиночный турнир — Парный турнир Турнир смешанных пар | Кристи Богерт Менно Остинг 7-5, 3-6, 7-5     | Лариса Савченко-Нейланд Андрей Ольховский |

### Июнь
| Неделя  | Турнир | Чемпионки (Счёт финала)                                | Финалистки                        |
| ------- | --- | ------------------------------------------------------ | --------------------------------- |
| 6 июня  | DFS Classic Бирмингем, Великобритания 3-я категория $150,000 — Трава Турнир 1994                                                            | Лори Макнил 6-2, 6-2                                   | Зина Гаррисон-Джексон             |
| 6 июня  | DFS Classic Бирмингем, Великобритания 3-я категория $150,000 — Трава Турнир 1994                                                            | Зина Гаррисон-Джексон Лариса Савченко-Нейланд 6-4, 6-4 | Кэтрин Беркли Кэрри-Энн Гюс       |
| 13 июня | Международный турнир в Истборне Истборн, Великобритания 2-я категория $400,000 — Трава Турнир 1994                                          | Мередит Макграт 6-2, 6-4                               | Линда Уайлд                       |
| 13 июня | Международный турнир в Истборне Истборн, Великобритания 2-я категория $400,000 — Трава Турнир 1994                                          | Наталья Зверева Джиджи Фернандес 6-7(4), 6-4, 6-3      | Инес Горрочатеги Хелена Сукова    |
| 20 июня | Уимблдонский турнир Уимблдон, Великобритания Турнир Большого шлема $2,705,332 — Трава Одиночный турнир — Парный турнир Турнир смешанных пар | Кончита Мартинес 6-4, 3-6, 6-3                         | Мартина Навратилова               |
| 20 июня | Уимблдонский турнир Уимблдон, Великобритания Турнир Большого шлема $2,705,332 — Трава Одиночный турнир — Парный турнир Турнир смешанных пар | Наталья Зверева Джиджи Фернандес 6-4, 6-1              | Яна Новотна Аранча Санчес Викарио |
| 20 июня | Уимблдонский турнир Уимблдон, Великобритания Турнир Большого шлема $2,705,332 — Трава Одиночный турнир — Парный турнир Турнир смешанных пар | Хелена Сукова Тодд Вудбридж 3-6, 7-5, 6-3              | Лори Макнил Ти-Джей Миддлтон      |

### Июль
| Неделя  | Турнир                                                                                                   | Чемпионки (Счёт финала)                             | Финалистки                             |
| ------- | --- | --------------------------------------------------- | -------------------------------------- |
| 4 июля  | Международный теннисный турнир в Палермо Палермо, Италия 4-я категория $100,000 — Грунт Турнир 1994      | Ирина Спырля 6-4, 1-6, 7-6(5)                       | Бренда Шульц                           |
| 4 июля  | Международный теннисный турнир в Палермо Палермо, Италия 4-я категория $100,000 — Грунт Турнир 1994      | Лаура Гарроне Руксандра Драгомир 6-1, 6-0           | Аличе Канепа Джулия Казони             |
| 18 июля | Кубок Федерации 1994. Финальный турнир Франкфурт-на-Майне, Германия, Грунт                               | Победитель Испания 3-0                              | Финалист США                           |
| 25 июля | Открытый чемпионат Австрии Мариа-Ланковиц, Австрия 4-я категория $100,000 — Грунт Турнир 1994            | Анке Хубер 6-3, 6-3                                 | Юдит Визнер                            |
| 25 июля | Открытый чемпионат Австрии Мариа-Ланковиц, Австрия 4-я категория $100,000 — Грунт Турнир 1994            | Патрисия Тарабини Сандра Чеккини 7-5, 7-5           | Карина Габшудова Александра Фусаи      |
| 25 июля | Женский чемпионат США на хардовых кортах Страттон-Маунтин, США 2-я категория $400,000 — Хард Турнир 1994 | Кончита Мартинес 4-6, 6-3, 6-4                      | Аранча Санчес Викарио                  |
| 25 июля | Женский чемпионат США на хардовых кортах Страттон-Маунтин, США 2-я категория $400,000 — Хард Турнир 1994 | Элизабет Сейерс-Смайли Пэм Шрайвер 7-6(4), 2-6, 7-5 | Кончита Мартинес Аранча Санчес Викарио |

### Август
| Неделя     | Турнир | Чемпионки (Счёт финала)                             | Финалистки                          |
| ---------- | --- | --------------------------------------------------- | ----------------------------------- |
| 1 августа  | Toshiba Classic Сан-Диего, США 2-я категория $400,000 — Хард Турнир 1994                                                           | Штеффи Граф 6–2, 6–1                                | Аранча Санчес Викарио               |
| 1 августа  | Toshiba Classic Сан-Диего, США 2-я категория $400,000 — Хард Турнир 1994                                                           | Яна Новотна Аранча Санчес Викарио 6–3, 6–3          | Рэйчел Маккуиллан Джинджер Хелгесон |
| 8 августа  | Virginia Slims of Los Angeles Манхэттен-Бич, США 2-я категория $400,000 — Хард Турнир 1994                                         | Эми Фразьер 6–1, 6–3                                | Энн Гроссман                        |
| 8 августа  | Virginia Slims of Los Angeles Манхэттен-Бич, США 2-я категория $400,000 — Хард Турнир 1994                                         | Жюли Алар Натали Тозья 6–1, 0–6, 6–1                | Яна Новотна Лиза Реймонд            |
| 15 августа | Открытый чемпионат Канады Монреаль, Канада 1-я категория $750,000 — Хард Одиночный турнир — Парный турнир                          | Аранча Санчес Викарио 7–5, 1–6, 7–6(4)              | Штеффи Граф                         |
| 15 августа | Открытый чемпионат Канады Монреаль, Канада 1-я категория $750,000 — Хард Одиночный турнир — Парный турнир                          | Мередит Макграт Аранча Санчес Викарио 2–6, 6–2, 6–4 | Элизабет Сейерс-Смайли Пэм Шрайвер  |
| 22 августа | OTB Open Скенектади, США 3-я категория $150,000 — Хард Турнир 1994                                                                 | Юдит Визнер 7–5, 3–6, 6–4                           | Лариса Савченко-Нейланд             |
| 22 августа | OTB Open Скенектади, США 3-я категория $150,000 — Хард Турнир 1994                                                                 | Мередит Макграт Лариса Савченко-Нейланд 6–2, 6–2    | Элизабет Сейерс-Смайли Пэм Шрайвер  |
| 29 августа | Открытый чемпионат США Нью-Йорк, США Турнир Большого шлема $3,900,000 — Хард Одиночный турнир — Парный турнир Турнир смешанных пар | Аранча Санчес Викарио 1–6, 7–6(3), 6–4              | Штеффи Граф                         |
| 29 августа | Открытый чемпионат США Нью-Йорк, США Турнир Большого шлема $3,900,000 — Хард Одиночный турнир — Парный турнир Турнир смешанных пар | Яна Новотна Аранча Санчес Викарио 6–3, 6–3          | Катерина Малеева Робин Уайт         |
| 29 августа | Открытый чемпионат США Нью-Йорк, США Турнир Большого шлема $3,900,000 — Хард Одиночный турнир — Парный турнир Турнир смешанных пар | Элна Рейнах Патрик Гэлбрайт 6–2, 6–4                | Яна Новотна Тодд Вудбридж           |

### Сентябрь
| Неделя      | Турнир                                                                                       | Чемпионки (Счёт финала)                       | Финалистки                              |
| ----------- | -------------------------------------------------------------------------------------------- | --------------------------------------------- | --------------------------------------- |
| 19 сентября | Открытый чемпионат Москвы Москва, Россия 3-я категория $150,000 — Ковёр (зал) Турнир 1994    | Магдалена Малеева 7–5, 6–1                    | Сандра Чеккини                          |
| 19 сентября | Открытый чемпионат Москвы Москва, Россия 3-я категория $150,000 — Ковёр (зал) Турнир 1994    | Елена Макарова Евгения Манюкова 7–6(3), 6–4   | Каролин Вис Лаура Голарса               |
| 19 сентября | Nichirei International Championships Токио, Япония 2-я категория $400,000 — Хард Турнир 1994 | Аранча Санчес Викарио 6–1, 6–2                | Эми Фразьер                             |
| 19 сентября | Nichirei International Championships Токио, Япония 2-я категория $400,000 — Хард Турнир 1994 | Жюли Алар Аранча Санчес Викарио 6–1, 0–6, 6–1 | Эми Фразьер Рика Хираки                 |
| 26 сентября | Кубок Лейпцига Лейпциг, Германия 2-я категория $400,000 — Ковёр (зал) Турнир 1994            | Яна Новотна 7–5, 6–1                          | Мэри Пирс                               |
| 26 сентября | Кубок Лейпцига Лейпциг, Германия 2-я категория $400,000 — Ковёр (зал) Турнир 1994            | Мередит Макграт Патти Фендик 6-4, 6-4         | Манон Боллеграф Лариса Савченко-Нейланд |

### Октябрь
| Неделя     | Турнир | Чемпионки (Счёт финала)                               | Финалистки                              |
| ---------- | --- | ----------------------------------------------------- | --------------------------------------- |
| 3 октября  | Открытый чемпионат Цюриха Цюрих, Швейцария 1-я категория $750,000 — Ковёр (зал) Одиночный турнир — Парный турнир | Магдалена Малеева 7–5, 3–6, 6–4                       | Наталья Зверева                         |
| 3 октября  | Открытый чемпионат Цюриха Цюрих, Швейцария 1-я категория $750,000 — Ковёр (зал) Одиночный турнир — Парный турнир | Манон Боллеграф Мартина Навратилова 7–6(3), 6–1       | Мередит Макграт Патти Фендик            |
| 10 октября | Porsche Tennis Grand Prix Фильдерштадт, Германия 2-я категория $400,000 — Хард (зал) Турнир 1994                 | Анке Хубер 6–4, 6–2                                   | Мэри Пирс                               |
| 10 октября | Porsche Tennis Grand Prix Фильдерштадт, Германия 2-я категория $400,000 — Хард (зал) Турнир 1994                 | Наталья Зверева Джиджи Фернандес 7–6(7–5), 6–4        | Манон Боллеграф Лариса Савченко-Нейланд |
| 17 октября | Международный турнир в Брайтоне Брайтон, США 2-я категория $400,000 — Ковёр (зал) Турнир 1994                    | Яна Новотна 6–7(4), 6–3, 6–4                          | Хелена Сукова                           |
| 17 октября | Международный турнир в Брайтоне Брайтон, США 2-я категория $400,000 — Ковёр (зал) Турнир 1994                    | Манон Боллеграф Лариса Савченко-Нейланд 4–6, 6–2, 6–3 | Яна Новотна Мэри-Джо Фернандес          |
| 24 октября | Nokia Grand Prix Эссен, Германия 2-я категория $400,000 — Ковёр (зал) Турнир 1994                                | Яна Новотна 6–2, 6–4                                  | Ива Майоли                              |
| 24 октября | Nokia Grand Prix Эссен, Германия 2-я категория $400,000 — Ковёр (зал) Турнир 1994                                | Мария Линдстрём Мария Страндлунд 6–2, 6–1             | Евгения Манюкова Лейла Месхи            |
| 31 октября | Кубок Квебека Квебек, Канада 3-я категория $150,000 — Ковёр (зал) Турнир 1994                                    | Катерина Малеева 6–3, 6–3                             | Бренда Шульц                            |
| 31 октября | Кубок Квебека Квебек, Канада 3-я категория $150,000 — Ковёр (зал) Турнир 1994                                    | Элна Рейнах Натали Тозья 6–4, 6–3                     | Чанда Рубин Линда Уайлд                 |
| 31 октября | Bank of the West Classic Окленд, США 2-я категория $400,000 — Ковёр (зал) Турнир 1994                            | Аранча Санчес Викарио 1–6, 7–6(5), 7–6(3)             | Мартина Навратилова                     |
| 31 октября | Bank of the West Classic Окленд, США 2-я категория $400,000 — Ковёр (зал) Турнир 1994                            | Линдсей Дэвенпорт Аранча Санчес Викарио 7–5, 6–4      | Мартина Навратилова Джиджи Фернандес    |

### Ноябрь
| Неделя    | Турнир | Чемпионки (Счёт финала)                           | Финалистки                        |
| --------- | --- | ------------------------------------------------- | --------------------------------- |
| 7 ноября  | Wismilak International Сурабая, Индонезия 4-я категория $100,000 — Хард Турнир 1994                          | Елена Вагнер 2–6, 6–0 — отказ                     | Ай Сугияма                        |
| 7 ноября  | Wismilak International Сурабая, Индонезия 4-я категория $100,000 — Хард Турнир 1994                          | Яюк Басуки Романа Теджакусума Без игры            | Кёко Нагацука Ай Сугияма          |
| 7 ноября  | Advanta Championships Филадельфия, США 1-я категория $750,000 — Ковёр (зал) Одиночный турнир — Парный турнир | Анке Хубер 6–0, 6–7(4), 7–5                       | Мэри Пирс                         |
| 7 ноября  | Advanta Championships Филадельфия, США 1-я категория $750,000 — Ковёр (зал) Одиночный турнир — Парный турнир | Наталья Зверева Джиджи Фернандес 4–6, 6–4, 6–2    | Габриэла Сабатини Бренда Шульц    |
| 14 ноября | Итоговый турнир WTA Нью-Йорк, США Итоговый турнир $3,708,500 — Ковёр (зал) Одиночный турнир — Парный турнир  | Габриэла Сабатини 6–3, 6–2, 6–4                   | Линдсей Дэвенпорт                 |
| 14 ноября | Итоговый турнир WTA Нью-Йорк, США Итоговый турнир $3,708,500 — Ковёр (зал) Одиночный турнир — Парный турнир  | Наталья Зверева Джиджи Фернандес 6–3, 6–7(4), 6–3 | Яна Новотна Аранча Санчес Викарио |
| 14 ноября | Открытый чемпионат Тайваня Тайбэй, Китайский Тайбэй 4-я категория $100,000 — Хард Турнир 1994                | Ван Шитин 6–1, 6–3                                | Кёко Нагацука                     |
| 14 ноября | Открытый чемпионат Тайваня Тайбэй, Китайский Тайбэй 4-я категория $100,000 — Хард Турнир 1994                | Мишель Джаггерд-Лей Рене Симпсон 6–0, 7–6(10)     | Нанси Фебер Александра Фусаи      |

## Рейтинг WTA

### Одиночный рейтинг
| Рейтинг WTA 1994 года | Рейтинг WTA 1994 года | Рейтинг WTA 1994 года | Рейтинг WTA 1994 года | Рейтинг WTA 1994 года |
| #                     | Теннисистка           | 1993                  | +/-                   |                       |
| --------------------- | --------------------- | --------------------- | --------------------- | --------------------- |
| 1                     | Штеффи Граф           | 1                     | ▬                     |                       |
| 2                     | Аранча Санчес Викарио | 2                     | ▬                     |                       |
| 3                     | Кончита Мартинес      | 4                     | ▲ 1                   |                       |
| 4                     | Яна Новотна           | 6                     | ▲ 2                   |                       |
| 5                     | Мэри Пирс             | 12                    | ▲ 7                   |                       |
| 6                     | Линдсей Дэвенпорт     | 20                    | ▲ 14                  |                       |
| 7                     | Габриэла Сабатини     | 5                     | ▼ 2                   |                       |
| 8                     | Мартина Навратилова   | 3                     | ▼ 5                   |                       |
| 9                     | Кимико Датэ           | 13                    | ▲ 4                   |                       |
| 10                    | Наталья Зверева       | 19                    | ▲ 9                   |                       |
| 11                    | Магдалена Малеева     | 16                    | ▲ 5                   |                       |
| 12                    | Анке Хубер            | 10                    | ▼ 2                   |                       |
| 13                    | Ива Майоли            | 46                    | ▲ 33                  |                       |
| 14                    | Мэри-Джо Фернандес    | 7                     | ▼ 7                   |                       |
| 15                    | Бренда Шульц          | 40                    | ▲ 25                  |                       |
| 16                    | Эми Фразьер           | 39                    | ▲ 23                  |                       |
| 17                    | Лори Макнил           | 25                    | ▲ 8                   |                       |
| 18                    | Аманда Кётцер         | 15                    | ▼ 3                   |                       |
| 19                    | Сабина Хак            | 24                    | ▲ 5                   |                       |
| 20                    | Инес Горрочатеги      | 56                    | ▲ 36                  |                       |

### Парный рейтинг (Игроки)
| Рейтинг WTA 1994 года | Рейтинг WTA 1994 года   | Рейтинг WTA 1994 года | Рейтинг WTA 1994 года | Рейтинг WTA 1994 года |
| #                     | Теннисистка             | 1993                  | +/-                   |                       |
| --------------------- | ----------------------- | --------------------- | --------------------- | --------------------- |
| 1                     | Наталья Зверева         | 3                     | ▲ 2                   |                       |
| 2                     | Джиджи Фернандес        | 1                     | ▼ 1                   |                       |
| 3                     | Аранча Санчес Викарио   | 6                     | ▲ 3                   |                       |
| 4                     | Яна Новотна             | 4                     | ▬                     |                       |
| 5                     | Мартина Навратилова     | 11                    | ▲ 6                   |                       |
| 6                     | Мередит Макграт         | 23                    | ▲ 17                  |                       |
| 7                     | Патти Фендик            | 14                    | ▲ 7                   |                       |
| 8                     | Линдсей Дэвенпорт       | 49                    | ▲ 41                  |                       |
| 9                     | Манон Боллеграф         | 18                    | ▲ 9                   |                       |
| 10                    | Лиза Реймонд            | 32                    | ▲ 22                  |                       |
| 11                    | Лариса Савченко-Нейланд | 5                     | ▼ 6                   |                       |
| 12                    | Пэм Шрайвер             | 7                     | ▼ 5                   |                       |
| 13                    | Элизабет Сейерс-Смайли  | 9                     | ▼ 4                   |                       |
| 14                    | Габриэла Сабатини       | -                     | -                     |                       |
| 15                    | Лори Макнил             | 12                    | ▼ 3                   |                       |
| 16                    | Инес Горрочатеги        | 19                    | ▲ 3                   |                       |
| 17                    | Ренне Стаббс            | 8                     | ▼ 9                   |                       |
| 18                    | Евгения Манюкова        | 42                    | ▲ 24                  |                       |
| 19                    | Робин Уайт              | 62                    | ▲ 43                  |                       |
| 20                    | Жюли Алар               | 71                    | ▲ 51                  |                       |